# Палата представителей (Мьянма)
Палата представителей (бирм. ပြည်သူ့ လွှတ်တော်, пьиту хлуто) — нижняя палата Ассамблеи Союза — высшего законодательного органа Республики Союза Мьянма. 

## История
Первые выборы были проведены в 2010 году. На первом заседании 31 января 2011 года председателем Палаты представителей был избран Шве Ман.
Вторые выборы 2015 года выиграла оппозиционная партия Национальная лига за демократию, ей принадлежат 238 из 440 мест.
Выборы третьего созыва нижней палаты состоялись 8 ноября 2020 года. Однако 1 февраля 2021 года, в день вступления в должности новых членов парламента, был совершён военный переворот. Часть депутатов в ответ начали свою работу в новом временном законодательном органе — Представительном комитете Ассамблеи Союза, поддержавшем протестное движение сопротивления перевороту.

## Структура
Согласно Конституции Мьянмы, Палата представителей состоит из 440 депутатов, из которых 330 избираются непосредственно гражданами от 330 населённых пунктов страны, а 110 — назначаются командующим вооружённых сил.